# Willie Legg
Wilfred Beauchamp „Willie” Legg (ur. 3 listopada 1906 w Robertson, zm. 15 października 1973) – południowoafrykański lekkoatleta specjalizujący się w krótkich biegach sprinterskich, uczestnik letnich igrzysk olimpijskich w Amsterdamie (1928).

## Sukcesy sportowe
| Rok  | Miasto    | Zawody                         | Konkurencja                                                        | Wynik                    |
| ---- | --------- | ------------------------------ | ------------------------------------------------------------------ | ------------------------ |
| 1928 | Amsterdam | letnie igrzyska olimpijskie    | bieg na 100 m                                                      | 5. miejsce               |
| 1930 | Hamilton  | igrzyska Imperium Brytyjskiego | sztafeta 4 × 110 jardów sztafeta 4 × 440 jardów bieg na 100 jardów | brązowy medal 4. miejsce |

## Rekordy życiowe
- bieg na 100 metrów – 10,6e – 1928
- bieg na 200 metrów – 21,3y – 1928